# Tamiya Kuriyama
Tamiya Kuriyama (栗山民也, Kuriyama Tamiya), né le 15 janvier 1953 à Machida (métropole de Tokyo), est un metteur en scène de théâtre, d'opéra et de comédie musicale japonais.

## Biographie
En 1975, Tamiya Kuriyama est diplômé de l'Université Waseda, Département des Arts du Théâtre.
En 1980, il signe sa première mise en scène avec En attendant Godot de Samuel Beckett.
Metteur en scène éclectique, il est à l'œuvre sur des pièces de théâtre et des opéras ainsi que des comédies musicales.
Multi-récompensé, il remporte notamment le Prix Kinokuniya (1995) ; le Grand Prix des Asahi Performing Arts Awards pour Le deuil sied à Électre d'Eugene O'Neill (2005) ; le Prix d'encouragement artistique du Ministre de l'Éducation, de la Culture, des Sports, des Sciences et de la Technologie pour Piaf (2012) ; la Médaille au ruban pourpre (2013) ; le 39e prix Kikuta Kazuo Theater pour son travail de mise en scène (2014) ; le grade Rayons d'or avec rosette de l'Ordre du Soleil Levant (2023) ; ou encore le Grand Prix des 50e Kikuta Kazuo Theater Awards (2025).

## Vie privée
Depuis 1992, il est l'époux de la comédienne Anna Nakagawa. Ils restent mariés jusqu'au décès de l'actrice, survenu en 2014.

## Principales productions
- 1980 : En attendant Godot
- 1995 : Othello
- 1995 : Okuni
- 1996 : GHETTO
- 1998 / 2013 : Bouddha
- 2000 : Le Long Voyage vers la nuit
- 2000 : Un Tramway nommé Désir
- 2002 : Oncle Vania
- 2002 : La Cerisaie
- 2005 : La Tosca
- 2005 : Le deuil sied à Électre
- 2006 / 2009 : Marie-Antoinette
- 2008 : La Mouette
- 2011 : Yuzuru
- 2011 / 2017 / 2019 / 2021 : Madame Butterfly
- 2011-2012 / 2018-2019 / 2021 / 2023 : Thrill Me
- 2011 / 2013 / 2016 / 2018 / 2022 : Piaf
- 2011 : Taiyou ni Yakarete
- 2012 : Hamlet
- 2015 / 2017 / 2020 / 2025 : Death Note
- 2015 : Adolf
- 2016 : Arcadia
- 2017 / 2021 : Phèdre
- 2017 : La guerre de Troie n'aura pas lieu
- 2018 : Antigone
- 2019 : Caligula
- 2021 : Kanojo o warau hito ga ite mo
- 2024 : Orlando
- 2024 : Fan Letter
- 2024 : Noces de sang
- 2025 : Black Jack